# NGC 3680
NGC 3680 è un ammasso aperto visibile nella costellazione del Centauro.

## Osservazione

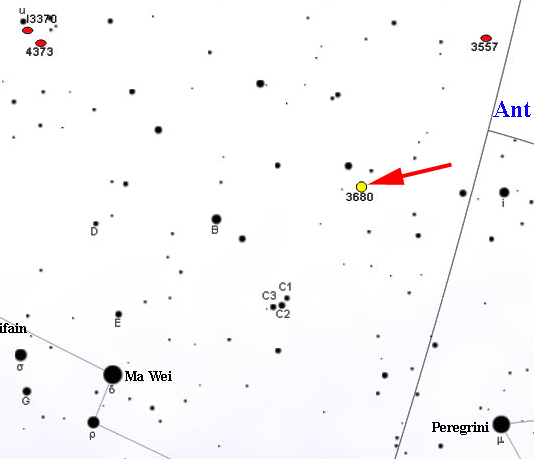
Mappa per individuare NGC 3680.

La sua posizione non è facile da recuperare, trovandosi in un campo privo di stelle luminose e lontano dalla scia luminosa della Via Lattea: la stella più brillante che si trova nelle vicinanze è infatti la B Centauri, una gigante arancione di magnitudine 4,5; l'ammasso si può rintracciare 4,5 gradi a nord-ovest di questa. Le componenti più luminose sono di decima magnitudine, dunque con un binocolo 10x50 l'oggetto sarà visibile solo come una macchia nebbiosa; una buona risoluzione è invece possibile già con un telescopio da 100mm di apertura. Il loro colore indica che si tratta di stelle in fase già avanzata, e che quindi l'età dell'ammasso deve essere maggiore rispetto alla media.
Quest'ammasso si trova ad una declinazione fortemente australe, pertanto non è osservabile da molte delle regioni abitate dell'emisfero boreale, come l'Europa e quasi tutto il Nordamerica; da diverse regioni abitate dell'emisfero australe, al contrario, si presenza circumpolare. Il periodo migliore per la sua osservazione nel cielo serale è quello compreso fra gennaio e giugno.

## Storia delle osservazioni
NGC 3680 venne individuato per la prima volta da James Dunlop nel 1826, quando prestava servizio come sovrintendente dell'osservatorio del Nuovo Galles del Sud in Australia; l'astronomo John Herschel lo riosservò in seguito e lo inserì nel suo General Catalogue of Nebulae and Clusters col numero 2418.

## Caratteristiche
NGC 3680 è un ammasso di piccole dimensioni e relativamente povero, pur essendo comunque ben contrastato sui campi stellari di fondo; la sua distanza è stimata attorno ai 544 parsec (circa 1770 anni luce) ed è quindi situato in una regione inter-braccio o al più sul bordo interno del Braccio di Orione, a una elevata latitudine galattica.
Si tratta di un ammasso piuttosto vecchio ed evoluto, la cui età è stimata attorno a 1,2 miliardi di anni; grazie a ciò viene spesso utilizzato come un oggetto di riferimento per le teorie sull'evoluzione stellare, similmente ad altri ammassi aperti molto vecchi come NGC 188 e soprattutto M67, anche se quest'ultimo è più vecchio, più popoloso e probabilmente con una metallicità maggiore. Il diagramma colore-magnitudine costruito sulle componenti di NGC 3680 mostra come la sequenza principale sia molto popolata di stelle di massa medio-piccola, anche se la percentuale di incertezza aumenta per le stelle meno luminose della magnitudine 14 a causa della contaminazione con stelle di fondo non appartenenti all'ammasso.